# Calotes medogensis
Espèce
Statut de conservation UICN

 LC  : Préoccupation mineure
Calotes medogensis est une espèce de sauriens de la famille des Agamidae.

## Répartition
Cette espèce est endémique du Tibet en République populaire de Chine.

## Étymologie
Son nom d'espèce, composé de medog et du suffixe latin -ensis, « qui vit dans, qui habite », lui a été donné en référence au lieu de sa découverte, le Xian de Mêdog.

## Publication originale
- Zhao & Li, 1984 : A new species of Calotes (Lacertilia: Agamidae) from Xizang (Tibet). Acta Herpetologica Sinica, vol. 3, no 4, p. 77-78.